# Dire Straits
Dire Straits – brytyjska grupa rockowa założona w 1977 roku przez Marka Knopflera (gitara i śpiew), Davida Knopflera (gitara), Johna Illsleya (gitara basowa) i Picka Withersa (perkusja). W 2018 wprowadzony do Rock and Roll Hall of Fame.
Na muzykę Dire Straits wpłynęły różne gatunki, w tym jazz, folk czy blues. Pierwsze lata działalności zespołu przypadły na epokę gwałtownego wzrostu popularności punk rocka, z którym oszczędne, spokojne brzmienie Dire Straits, zbliżone raczej do roots rocka, zdecydowanie kontrastowało. Wiele z ich utworów cechowała melancholijność.
Najpopularniejszy album zespołu, Brothers in Arms, sprzedał się w liczbie ponad 30 mln egzemplarzy, będąc zarazem jednym z pierwszych albumów wydanych na płycie CD, które osiągnęły sprzedaż w wysokości większej niż 1 milion kopii (przekraczając wielkość sprzedaży na nośnikach analogowych). Łączna sprzedaż wszystkich albumów Dire Straits na całym świecie przekroczyła 120 mln. Zespół otrzymał czterokrotnie nagrodę Grammy, trzy razy Brit Award, dwa razy MTV Video Music Award oraz inne nagrody. Według Guinness Book of British Hit Albums, albumy zespołu spędziły łącznie ponad 1100 tygodni na UK Albums Chart.
Skład zespołu zmieniał się wielokrotnie i z jego założycieli jedynie Mark Knopfler oraz John Illsley pozostali w Dire Straits aż do momentu jego rozwiązania w 1995.

## Historia
Bracia Mark i David Knopfler wraz z przyjaciółmi, Johnem Illsleyem i Pickiem Withersem, założyli zespół w 1977 roku. Nazwę wymyślił kolega z mieszkania Withersa. Jeszcze w tym samym roku powstała taśma z wersjami demonstracyjnymi pięciu utworów: „Sultans of Swing”, „Water of Love”, „Down to the Waterline”, „Wild West End” oraz „Sacred Loving”. Nagranie zostało przedstawione DJ-owi Charliemu Gillettowi, który został tylko poproszony o ocenę i rady, ale muzyka spodobała mu się na tyle, że postanowił wyemitować „Sultans of Swing” w swoim programie w BBC Radio London. Dwa miesiące później zespół podpisał kontrakt z wytwórnią Phonogram Records. W październiku 1977 powstały na zamówienie BBC Radio London dema utworów „Southbound Again”, „In the Gallery” i „Six Blade Knife”, natomiast w listopadzie kolejne: „Setting Me Up”, „Eastbound Train” i „Real Girl”.

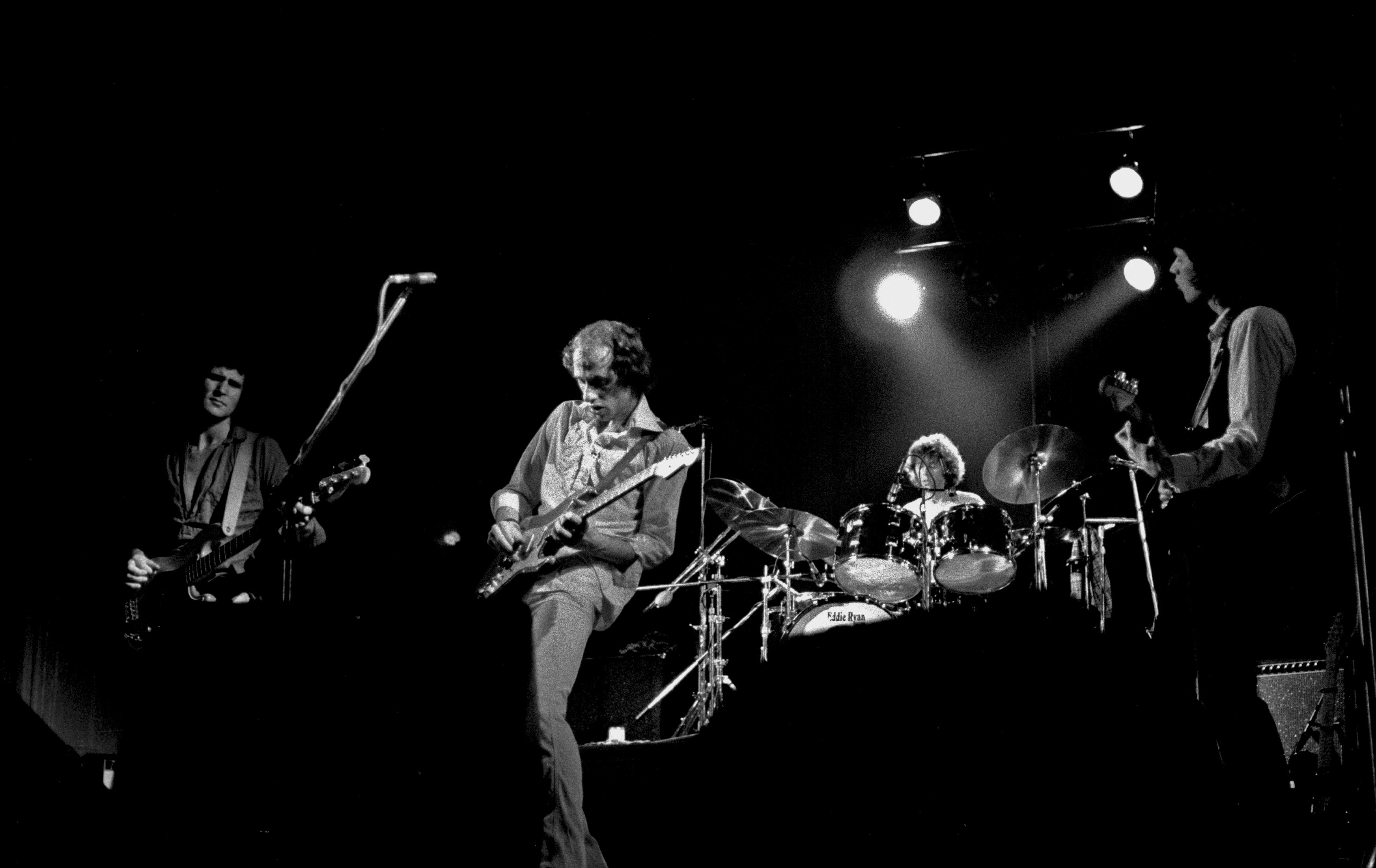
Dire Straits w oryginalnym składzie, Hamburg 1978. Od lewej: Illsley, Mark Knopfler, Withers, David Knopfler

Pierwszy album, zatytułowany Dire Straits został nagrany w lutym 1978 w studiu Basing Street w Londynie. Całkowity budżet wyniósł 12 500 funtów. Wydany w Wielkiej Brytanii nakładem wytwórni Vertigo Records, był słabo promowany i nie został początkowo dobrze przyjęty. Zespół zwrócił jednak uwagę Karin Berg, przedstawicielki firmy Warner Bros. Records, która uznała, że reprezentuje on gatunek muzyki, którego spragniona jest publiczność. Źródłem inspiracji utworów z albumu były doświadczenia Knopflera związane z pobytem w różnych miastach Anglii. „Down to the Waterline” opowiada o wspomnieniach z życia w Newcastle, „In the Gallery” jest dedykowany rzeźbiarzowi pochodzącemu z Leeds (gdzie Knopfler również mieszkał przez pewien czas), Harry’emu Phillipsowi, ojcu Steve’a Phillipsa, „Wild West End” i „Lions” pochodzą z wczesnych lat po przeprowadzce Knopflera do Londynu.
W tym samym roku wydany ponownie singel „Sultans of Swing” zaczął zdobywać popularność w Wielkiej Brytanii i Dire Straits wyruszył w trasę koncertową jako support grupy Talking Heads. Doprowadziło to do podpisania kontraktu z Warner Bros. Records, co skutkowało wydaniem pierwszego albumu w krajach poza Wielką Brytanią. Szczególną uwagę przyciągnął w Stanach Zjednoczonych (4. miejsce), ale pojawił się też na listach przebojów w kilku krajach europejskich.
Na początku 1979 zespół rozpoczął pierwszą trasę w Ameryce Północnej. Zagrali tam 51 koncertów w ciągu 38 dni. Na występie w Los Angeles był obecny Bob Dylan, na którym Dire Straits zrobił takie wrażenie, że zaprosił Marka Knopflera i Picka Withersa do współpracy nad swoim następnym albumem, Slow Train Coming.
W czerwcu 1979 ukazał się drugi album Dire Straits, zatytułowany Communiqué. Nagrano go w grudniu poprzedniego roku w Compass Point Studios w Nassau, produkcją zajmowali się Jerry Wexler i Barry Beckett. Album zdobył 1. miejsce na szwedzkiej liście, w Wielkiej Brytanii zajmując pozycję 5. Promowany przez singel „Lady Writer”, utrzymany był w podobnej konwencji, co debiutancki Dire Straits, rozszerzając jednak tematykę tekstów utworów – przykładem może być „Once Upon a Time in the West”.

### 1980–1984
W 1980 zespół został nominowany do nagrody Grammy w kategoriach: Najlepszy nowy artysta oraz Najlepszy utwór rockowy z wokalem za „Sultans of Swing”. W lipcu rozpoczęły się prace nad trzecim albumem studyjnym. Tym razem producentem został Jimmy Iovine (z udziałem Marka Knopflera). Podczas sesji nagraniowych bracia Knopflerowie pokłócili się i David odszedł z zespołu, by rozpocząć karierę solową; nie uwzględniono go już na liście autorów Making Movies, wydanego w październiku. Nagrania kontynuowano z pomocą Sida McGinnisa (gitara rytmiczna) i Roya Bittana (instrumenty klawiszowe). Po zakończeniu sesji, a przed rozpoczęciem tras w Europie i Ameryce Północnej, do zespołu przyjęto klawiszowca Alana Clarka i gitarzystę Hala Lindesa.

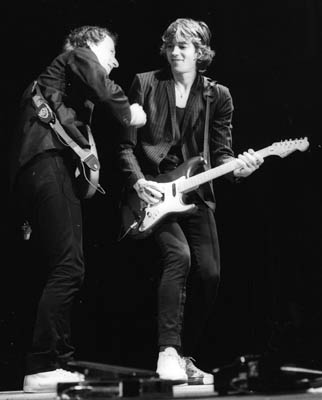
Mark Knopfler i Hal Lindes

Album Making Movies zebrał głównie pozytywne recenzje. Zawierał bardziej złożone kompozycje, niż dotychczas, co od tej pory miało się stać cechą charakterystyczną zespołu. Największym powodzeniem na listach przebojów cieszył się singel „Romeo and Juliet”, który zdobył 8. miejsce na UK Singles Chart. Utwór „Solid Rock”, choć nie wydano go w postaci singla, został stałym elementem występów Dire Straits na żywo, podobnie jak „Tunnel of Love”, który w wersji koncertowej poprzedzany był intrem „The Carousel Waltz” Richarda Rodgersa i Oscara Hammersteina II. „Tunnel of Love” dotarł zaledwie do 54. miejsca na UK Singles Chart w 1981, ale stał się jednym z największych hitów zespołu, o czym świadczy jego obecność na wszystkich kompilacjach i niemal wszystkich albumach koncertowych. Sam album spędził na UK Albums Chart aż pięć lat, docierając do 4. miejsca.
Czwarty album studyjny Dire Straits, charakteryzujący się długimi, eksperymentalnymi klawiszowymi pasażami Alana Clarka Love over Gold, został wydany w 1982. Zawierał tylko 5 utworów, w tym ponad 14-minutowy „Telegraph Road”. Głównym singlem promującym album był „Private Investigations”, który mimo znacznej długości osiągnął 2. miejsce na brytyjskiej liście. W pozostałych krajach większym powodzeniem cieszył się drugi singel z albumu, „Industrial Disease”. Z myślą o Love over Gold Knopfler napisał też „Private Dancer”, późniejszy przebój Tiny Turner – po nagraniu partii instrumentalnych doszedł do wniosku, że utwór będzie odpowiedniejszy dla kobiety.
W ciągu 6 tygodni po premierze Love over Gold sprzedał się w nakładzie 2 mln egzemplarzy. Mniej więcej w tym samym czasie z zespołu odszedł Pick Withers, a nowym perkusistą został Terry Williams.
W 1983 ukazał się w sprzedaży minialbum ExtendedancEPlay, zawierający trzy nowe utwory (cztery w wersji przeznaczonej na rynek amerykański), w tym „Twisting by the Pool”, który dostał się do dwudziestki największych przebojów w Wielkiej Brytanii i Kanadzie. Zespół tymczasem wyruszył w trasę koncertową, promując album Love over Gold, który wciąż utrzymywał się na listach. Trasa zakończyła się dwoma występami w Hammersmith Odeon 22 i 23 lipca. Obydwa zostały zarejestrowane i wydane w postaci albumu koncertowego Alchemy: Dire Straits Live w 1984.

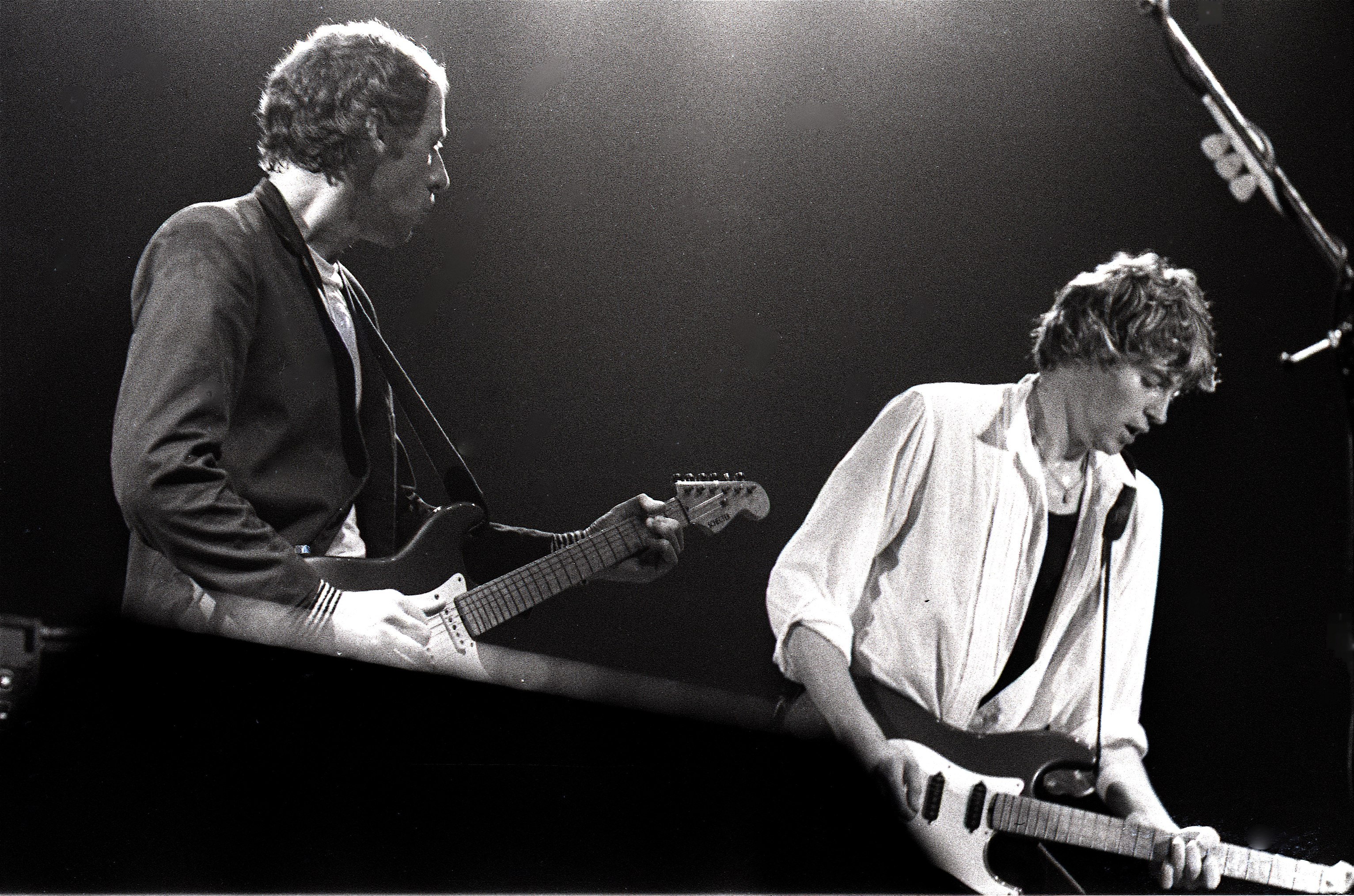
Mark Knopfler i Hal Lindes, 1981

W latach 1983–1984 Mark Knopfler był zaangażowany w kilka projektów poza zespołem. Skomponował ścieżki dźwiękowe do filmów Biznesmen i gwiazdy oraz Cal (obie wydane jako albumy, tytułowy utwór z tego pierwszego filmu znalazł się na Alchemy) oraz wyprodukował album Boba Dylana Infidels (w jego nagrywaniu wziął również udział Alan Clark). W 1984 John Illsley nagrał swój pierwszy album solowy z pomocą kolegów z zespołu – Knopflera i Williamsa.

### 1985-1986
Pod koniec 1984 zespół zebrał się w Air Studios w Montserrat (studio zniszczone przez huragan w 1989), rozpoczynając pracę nad następnym albumem, Brothers in Arms. Produkcją zajęli się: Knopfler oraz Neil Dorfsman. W składzie zespołu zaszły zmiany – dołączono drugiego klawiszowca, Guya Fletchera, pracującego wcześniej jako muzyk sesyjny w grupie Roxy Music. Już podczas nagrywania zespół opuścił Hal Lindes, którego zastąpił Jack Sonni, perkusistą zaś został na krótko Andy Kanavan, jednak żaden z tych dwóch nie został wymieniony jako oficjalny członek zespołu na okładce nowego albumu.
W wywiadzie udzielonym magazynowi Sound on Sound Neil Dorfsman ujawnił, że miesiąc po rozpoczęciu sesji nagraniowej perkusista Terry Williams został tymczasowo zastąpiony przez jazzowego muzyka sesyjnego Omara Hakima, który w czasie dwudniowego pobytu w studiu nagrał kilka ścieżek do nowego albumu. Zarówno Hakim, jak i Williams zostali wymienieni na okładce albumu.
Brothers in Arms ukazał się w maju 1985 i natychmiast zajął 1. miejsce w UK Albums Chart, aby spędzić w tym zestawieniu łącznie 268 tygodni (stan na kwiecień 2015). Miał też zostać najlepiej sprzedającym się w Wielkiej Brytanii albumem w 1985. Podobny sukces osiągnął w Stanach Zjednoczonych, gdzie osiągnął 1. pozycję listy Billboard 200, spędził na niej 9 tygodni (ogółem na liście – 97 tygodni do kwietnia 2015), sprzedając się w 9 milionach egzemplarzy i zdobywając status wielokrotnej platynowej płyty. W australijskim zestawieniu ARIA Charts album również zdobył 1. miejsce i z wynikiem 34 tygodni ustanowił rekord najdłużej pozostającego na tym miejscu albumu w Australii.
Album był promowany przez kilka singli, z których każdy okazał się przebojem: „Money for Nothing” (1. miejsce na amerykańskiej Billboard Hot 100, 4. na brytyjskiej UK Singles Chart), „So Far Away” (20. miejsce w Wielkiej Brytanii, 19. w USA), „Brothers in Arms” (16. miejsce w Wielkiej Brytanii), „Walk of Life” (2. miejsce w Wielkiej Brytanii, 7. w USA) oraz „Your Latest Trick” (26. miejsce w Wielkiej Brytanii). Niewiele brakowało, aby „Walk of Life” w ogóle nie znalazł się na albumie, gdyż taki wniosek zgłosił Dorfsman, został jednak przegłosowany przez zespół. Teledysk towarzyszący „Money for Nothing” był pierwszym wyemitowanym w brytyjskiej MTV. Ten sam utwór zdobył nagrodę Grammy w kategorii „Best Rock Performance by a Duo or Group with Vocal” w 1985. Rok później zespół otrzymał nagrodę Grammy w kategorii „Best Music Video, Short Form” za utwór „Brothers in Arms”.

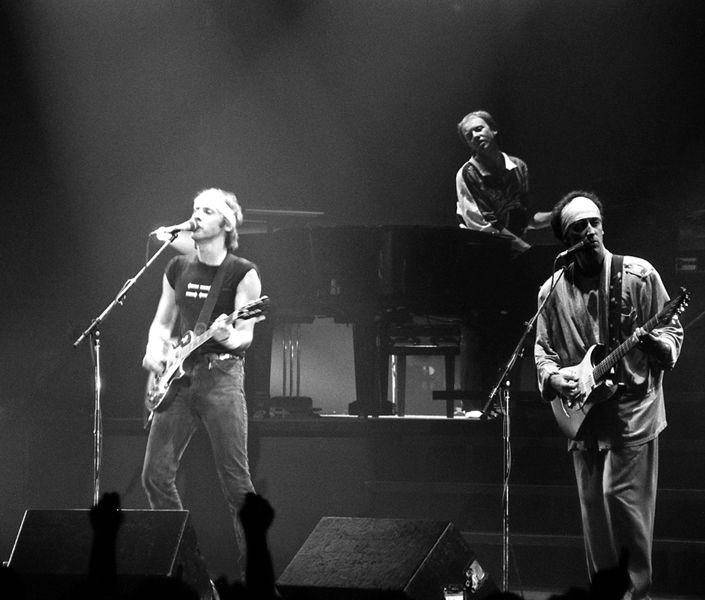
Dire Straits w Belgradzie, 10 maja 1985. Od lewej: Knopfler, Clark, Sonni

Brothers in Arms był jednym z pierwszych albumów nagranych przy użyciu sprzętu cyfrowego, jako że Knopfler naciskał na zwiększenie jakości dźwięku. Album został odnotowany w księdze rekordów Guinnessa jako pierwszy wydany na dysku kompaktowym, który sprzedał się w ponad milionie egzemplarzy. Panuje też przekonanie, że pomógł on w popularyzacji formatu CD. Edycja na płycie kompaktowej zawierała pełne wersje wszystkich utworów, które na wydaniu analogowym zostały zamieszczone na pierwszej stronie płyty w skróconych wersjach.
W latach 1985–1986 zespół przebywał na trasie koncertowej, promującej nowy album. Podczas londyńskiego etapu trasy, 13 lipca 1985, zespół wystąpił na Live Aid, wykonując m.in. „Money for Nothing” z gościnnym udziałem Stinga.
W 1987 Brothers in Arms zdobył tytuł „najlepszego brytyjskiego albumu” na ceremonii Brit Awards. Także w późniejszych latach album był doceniany – w 2000 magazyn Q umieścił go na 51. swojej listy „100 największych brytyjskich albumów wszech czasów”, w 2003 zajął 351. pozycję na liście 500 albumów wszech czasów magazynu Rolling Stone, natomiast w kwietniu 2015 był 5. najlepiej sprzedającym się albumem w Wielkiej Brytanii. W sierpniu 1987 nastąpiła premiera kanału MTV Europe, a pierwszym wyemitowanym teledyskiem był „Money for Nothing” (utwór ten otwiera powtarzająca się fraza I want my MTV).

### 1987–1990
Po zakończeniu trasy promującej Brothers in Arms Mark Knopfler zawiesił działalność zespołu i skoncentrował się na solowych projektach i ścieżkach dźwiękowych. Dire Straits został reaktywowany na jeden koncert w 1988, podczas którego Eric Clapton zastąpił nieobecnego Jacka Sonniego, wykonując z zespołem kilka utworów, a także „Wonderful Tonight” z własnego repertuaru. We wrześniu tego samego roku Knopfler ogłosił rozwiązanie grupy. Zespół nie potrafił sobie poradzić ze stresem związanym z sukcesem albumu Brothers in Arms, a Knopfler wolał pracować nad bardziej osobistymi projektami. W październiku 1988 ukazał się album Money for Nothing, zawierający największe przeboje zespołu, zdobywając 1. miejsce na brytyjskiej liście. W tym samym roku John Illsley wydał swój drugi solowy album, Glass, na którym gościnnie wystąpili: Mark Knopfler, Alan Clark, Guy Fletcher i Chris White.
W 1989 Knopfler sformował zespół The Notting Hillbillies, grający muzykę country, w skład którego weszli m.in. Guy Fletcher, Brendan Croker i Steve Phillips. Jedyny album tej grupy, Missing... Presumed Having a Good Time, wraz z promującym go singlem „Your Own Sweet Way”, wydano w 1990.
W 1990 Dire Straits wystąpił na Knebworth Festival wspólnie z Erikiem Claptonem i Eltonem Johnem.

### 1991–1995
W pierwszych miesiącach 1991 Knopfler i Illsley oraz menedżer, Ed Bicknell, postanowili reaktywować Dire Straits. Do składu dołączono klawiszowców: Alana Clarka oraz Guya Fletchera. Zapadła decyzja, że stałych członków zespołu będzie tylko czterech. Podczas sesji nagraniowych do nowego albumu skorzystano z usług muzyków sesyjnych: gitarzysty Paula Franklina, perkusistów Danny’ego Cummingsa i Jeffa Porcaro, saksofonisty Chrisa White’a i kolejnego gitarzysty, Phila Palmera.
Album On Every Street ukazał się we wrześniu 1991. Spotkał się z umiarkowanym entuzjazmem i mieszanymi recenzjami – niektórzy, jak AllMusic Guide, określili go jako „rozczarowującego” następcę Brothers in Arms. Mimo to sprzedał się w liczbie 8 mln kopii, docierając do pierwszego miejsca na brytyjskiej i 12. na amerykańskiej liście przebojów.
Single promujące album nie odniosły znaczącego sukcesu w kraju. Pierwsze tego rodzaju wydawnictwo, „Calling Elvis” zajęło w Wielkiej Brytanii 21. miejsce, ale utrzymało się na liście tylko przez cztery tygodnie. Następny singel, „Heavy Fuel”, nie dostał się na brytyjską listę. Znacznie lepsze notowania single z On Every Street miały w Stanach Zjednoczonych – tutaj „Heavy Fuel” osiągnął 1. pozycję, „Calling Elvis” – trzecią, natomiast „The Bug” – ósmą.
Trasa koncertowa, w którą zespół wyruszył po ukończeniu prac nad albumem, trwała łącznie dwa lata i składała się z 300 występów. Ten wysiłek przyczynił się do późniejszego upadku zespołu – jak napisał Bill Flanagan w „Gentleman’s Quarterly”: [...] światowa trasa zajęła prawie dwa lata, zarobiła góry pieniędzy i pociągnęła Dire Straits do piachu.
Po zakończeniu trasy Knopfler wyraził chęć odpoczynku od koncertowania na taką skalę i – na pewien czas – od muzycznego biznesu w ogóle. W maju 1993 wydano koncertowy album On the Night, który mimo mieszanych recenzji dostał się do najlepszej piątki na brytyjskiej liście, co było rzadkim osiągnięciem jak na tego typu album. Ukazał się również minialbum Encores. Od powrotu z trasy koncertowej zespół nie prowadził już żadnej działalności.
W 1995 ukazał się album Live at the BBC, zawierający nagrania „na żywo” z lat 1978–1981. Następnie Mark Knopfler rozwiązał zespół, aby kontynuować solową karierę.

### Po 1995
W sierpniu 1996 album Brothers in Arms uzyskał status dziewięciokrotnej platynowej płyty w Stanach Zjednoczonych. W tym samym roku cała dyskografia Dire Straits, poddana remasteringowi przez Boba Ludwiga, została wydana ponownie na płytach CD.
Knopfler, John Illsley, Alan Clark i Guy Fletcher zagrali po raz ostatni razem 19 czerwca 1999, wykonując pięć utworów na weselu Illsleya.
W listopadzie 2005 wydano album kompilacyjny Private Investigations: The Best of Dire Straits & Mark Knopfler, zawierający przeboje ze studyjnych albumów Dire Straits, solowych albumów Knopflera oraz ścieżek dźwiękowych, które wyprodukował, a także jeden niewydany dotychczas utwór – „All the Roadrunning”. W tym samym roku ukazało się wznowienie Brothers in Arms (na dwudziestolecie oryginalnego wydania) w limitowanej edycji. Wydawnictwo to otrzymało nagrodę Grammy w kategorii Best Surround Sound Album.
John Illsley w październiku 2008 wyjawił BBC, że chciałby, aby Knopfler zgodził się reaktywować zespół i wybrać się z nim w trasę koncertową, jednak były frontman odmówił. Już wcześniej Knopfler niechętnie odnosił się do sugestii powrotu Dire Straits na scenę muzyczną.
W grudniu 2009 stowarzyszenie PRS for Music przyznało zespołowi wyróżnienie Heritage Award – na bloku w Deptford w Londynie, gdzie Dire Straits zagrał swój pierwszy koncert, umieszczono pamiątkową tablicę.
W 2011 Alan Clark, Chris White, Phil Palmer, a także Tom Petty i Steve Ferrone (obaj z grupy Heartbreakers) założyli zespół o nazwie The Straits, który wystąpił na charytatywnym koncercie w Albert Hall.

## Muzycy
Wymieniono tylko stałych członków zespołu, w nagrywaniu niektórych albumów brali udział muzycy sesyjni. Również podczas niektórych tras koncertowych zespołowi towarzyszyli dodatkowi muzycy.
- Mark Knopfler – śpiew, gitara prowadząca (1977–1995)
- John Illsley – gitara basowa, wokal wspierający (1977–1995)
- Alan Clark – instrumenty klawiszowe (1980–1995)
- Guy Fletcher – syntezator, wokal wspierający (1984–1995)
- David Knopfler – gitara rytmiczna, instrumenty klawiszowe, wokal wspierający (1977–1980)
- Pick Withers – perkusja (1977–1982)
- Terry Williams – perkusja (1982–1989)
- Jack Sonni – gitara rytmiczna, wokal wspierający (1985–1988)
- Hal Lindes – gitara rytmiczna, wokal wspierający (1980–1985)

## Dyskografia

### Albumy studyjne
| Dire Straits |
| --- |
| - Data: 7 października 1978 - Wydawca: - Vertigo Records - Warner Bros. Records (USA) - Mercury Records (Kanada) |

| Communiqué                                                                                                   |
| --- |
| - Data: 15 czerwca 1979 - Wydawca: - Vertigo Records - Warner Bros. Records (USA) - Mercury Records (Kanada) |

| Making Movies |
| --- |
| - Data: 17 października 1980 - Wydawca: - Vertigo Records - Warner Bros. Records (USA) - Mercury Records (Kanada) |

| Love over Gold                                                                     |
| ---------------------------------------------------------------------------------- |
| - Data: 20 września 1982 - Wydawca: - Vertigo Records - Warner Bros. Records (USA) |

| Brothers in Arms                                                               |
| ------------------------------------------------------------------------------ |
| - Data: 13 maja 1985 - Wydawca: - Vertigo Records - Warner Bros. Records (USA) |

| On Every Street                                                                    |
| ---------------------------------------------------------------------------------- |
| - Data: 10 września 1991 - Wydawca: - Vertigo Records - Warner Bros. Records (USA) |

### Albumy kompilacyjne
| Money for Nothing                                                                  |
| ---------------------------------------------------------------------------------- |
| - Data: październik 1988 - Wydawca: - Vertigo Records - Warner Bros. Records (USA) |

| Sultans of Swing: The Very Best of Dire Straits                                     |
| ----------------------------------------------------------------------------------- |
| - Data: 10 listopada 1998 - Wydawca: - Mercury Records - Warner Bros. Records (USA) |

| The Best of Dire Straits & Mark Knopfler: Private Investigations                                     |
| --- |
| - Data: 7 listopada 2005 - Wydawca: - Vertigo Records - Mercury Records - Warner Bros. Records (USA) |

### Albumy koncertowe
| Alchemy                                                                         |
| ------------------------------------------------------------------------------- |
| - Data: 16 marca 1984 - Wydawca: - Vertigo Records - Warner Bros. Records (USA) |

| On the Night                                                                   |
| ------------------------------------------------------------------------------ |
| - Data: 10 maja 1993 - Wydawca: - Vertigo Records - Warner Bros. Records (USA) |

| Live at the BBC                                                                                              |
| --- |
| - Data: 26 czerwca 1995 - Wydawca: - Vertigo Records - Windsong (Wlk. Brytania) - Warner Bros. Records (USA) |

### Minialbumy
- 1983 ExtendedancEPlay
- 1993 Encores

### Single
| 1978 | „Sultans of Swing”       | –  | 4  | 8  | 20 | –  | 11 | –  | –   | 12 |
| 1978 | „Water of Love”          | –  | –  | –  | –  | –  | 28 | –  | –   | –  |
| 1979 | „Lady Writer”            | –  | 45 | 51 | –  | –  | 18 | –  | –   | –  |
| 1981 | „Romeo and Juliet”       | –  | –  | 8  | –  | –  | –  | –  | –   | –  |
| 1981 | „Skateaway”              | –  | 58 | 37 | –  | –  | –  | –  | –   | –  |
| 1981 | „Tunnel of Love”         | –  | –  | 54 | 44 | –  | 28 | –  | –   | 31 |
| 1982 | „Private Investigations” | –  | –  | 2  | –  | 8  | 1  | 4  | 19  | 28 |
| 1983 | „Industrial Disease”     | –  | 75 | –  | –  | –  | –  | –  | –   | –  |
| 1983 | „Twisting by the Pool”   | –  | –  | 14 | 31 | –  | 6  | 11 | 105 | 11 |
| 1984 | „Love over Gold”         | –  | –  | 50 | –  | –  | 43 | –  | –   | –  |
| 1985 | „So Far Away”            | 29 | 19 | 20 | –  | –  | 23 | 6  | –   | 33 |
| 1985 | „Money for Nothing”      | 1  | 1  | 4  | 19 | 34 | 23 | 22 | 7   | –  |
| 1985 | „Brothers in Arms”       | –  | –  | 16 | –  | –  | 23 | –  | –   | –  |
| 1985 | „Walk of Life”           | 6  | 7  | 2  | 15 | –  | 17 | –  | 18  | –  |
| 1986 | „Your Latest Trick”      | –  | –  | 26 | –  | –  | –  | –  | –   | –  |
| 1988 | „Sultans of Swing”       | –  | –  | 62 | –  | –  | –  | –  | –   | –  |
| 1991 | „Calling Elvis”          | 3  | –  | 21 | 8  | 7  | 4  | 2  | 8   | 2  |
| 1991 | „Heavy Fuel”             | 1  | –  | 55 | 48 | 32 | 25 | –  | –   | –  |
| 1992 | „On Every Street”        | –  | –  | 42 | –  | 23 | 42 | –  | –   | –  |
| 1992 | „The Bug”                | 8  | –  | 67 | 52 | 44 | 24 | –  | –   | –  |
| 1992 | „You and Your Friend”    | –  | –  | –  | –  | 49 | 62 | –  | –   | –  |